# Xã Taylor, Quận Ogle, Illinois
Xã Taylor (tiếng Anh: Taylor Township) là một xã thuộc quận Ogle, tiểu bang Illinois, Hoa Kỳ. Năm 2010, dân số của xã này là 963 người.